# Der Preis – El Premio
Der Preis – El Premio (Originaltitel: El Premio) ist das Spielfilmdebüt der mexikanischen Regisseurin und Drehbuchautorin Paula Markovitch aus dem Jahr 2011. Das Filmdrama spielt im Argentinien zur Zeit der Militärdiktatur und zeigt wie weit sich diese bis in die entlegensten Orte ausbreitete. Er erzählt die Geschichte einer Mutter, gespielt von Laura Agorreca, die mit ihrer Tochter, dargestellt von Paula Galinelli Hertzog, in ein Küstendorf zieht, um dem Regime zu entfliehen, aber sie werden auch dort von ihm eingeholt. Für Paula Markovitch, die erfolgreich als Drehbuchautorin gearbeitet hatte, war es nach zwei Kurzfilmen der erste Langfilm. El Premio wurde im Wettbewerb der 61. Berlinale im Februar 2011 uraufgeführt. Wojciech Staroń und Bárbara Enríquez erhielten für ihre Arbeiten den Silbernen Bären für die herausragende künstlerische Leistung.

## Handlung
El Premio spielt in der Zeit der argentinischen Militärdiktatur, im Jahr 1979. Lucia flieht mit ihrer sieben Jahre alten Tochter Cecilia in einen kleinen Küstenort, nachdem ihr Mann in die Folterkeller des Regimes unter General Jorge Rafael Videla gebracht wurde. Die beiden leben in einem kargen Haus am Strand, das als Lager für Strandliegen und Sonnenschirme dient, in das es hineinregnet, und das von Stürmen umtost wird. Lucia erzählt ihrer Tochter von den Schrecken des Regimes, verschweigt ihr aber, wie es wirklich um ihren Vater bestellt ist. Als Cecilia zur Schule gehen darf, wird die Situation komplizierter. Sie muss sich vor den anderen Kindern verstellen, um ihre wahre Identität nicht preiszugeben, sondern ihre Lügen glaubhaft vorzutragen. Sie kommt so in Kontakt mit dem System und trägt es mit Gebeten und Liedern aus der Schule nach Hause, was das Verhältnis zu ihrer Mutter mehr und mehr belastet. Die Gefahr, der beide ausgesetzt sind, wird deutlich, als Lucia zusammen mit ihrer Tochter verbotene Bücher in einem zerfallenen Haus am Strand vergräbt. Ein Sturm spült die Bücher aber schon bald wieder hervor. Cecilia freundet sich in der Schule besonders mit einem Mädchen an, mit dem sie nach Hause läuft und mit dem sie häufig am Strand spielt. Als sie jedoch einem Jungen aus ihrer Klasse bei einem Mathetest hilft und die Lehrerin Rosita die gesamte Klasse bei Regen auf dem Schulhof marschieren lässt, um den Helfer zu finden und zu bestrafen, wird Cecilia von ihrer Freundin verraten. Lucia will ihre Tochter nach diesem Vorfall nicht wieder in die Schule lassen, Cecilia lässt sich jedoch nicht vom Schulbesuch abhalten. Weil sie am besten Lesen und Schreiben kann, entscheiden Rosita und die anderen Lehrer, dass sie am Tag der Flagge ein Gedicht auf die argentinische Fahne vortragen soll. Als eines Tages der Sergeant Estevez die Schule besucht, sollen die Schüler einen Aufsatz zum Lob des Militärs schreiben, für den ein Preis ausgelobt wurde. Cecilia fühlt sich beim Schreiben sicher und vertritt in ihm die Positionen, die sie von ihrer Mutter kennengelernt hat, dass das Militär böse sei und Menschen verschleppt. Sie ist sich nicht bewusst, dass sie sich und vor allem ihre Mutter in Gefahr bringt. Als Lucia von diesem Aufsatz erfährt, bereitet sie schon die Flucht vor, bevor sie gemeinsam mit Cecilia deren Lehrerin Rosita aufsucht. Diese gestattet, dass Cecilia den Aufsatz neu schreiben darf. Diese neue Version wird dann vom Militär als beste Einsendung bewertet, so dass Cecilia zur Preisverleihung eingeladen wird, was den Konflikt mit ihrer Mutter verschärft. Diese will ihre Tochter nicht dorthin gehen lassen, während diese trotzig darauf besteht. Es kommt dabei zu verbalen und auch körperlichen Auseinandersetzungen. Letztendlich erzählt Lucia ihrer Tochter dann, dass ihr Vater vielleicht bereits vom Militär getötet worden ist, was Cecilias Einstellung zur Preisverleihung ändert. Sie erscheint dort zwar, wirkt aber lustlos und bedrückt. Wieder daheim entschuldigt sie sich bei ihrer Mutter, doch diese kann ihrer Tochter zunächst nicht verzeihen. Der Film endet damit, dass eines Tages Lucias Ehemann und Cecilias Vater wieder auftaucht und sich die drei am Strand umarmen.

## Hintergrund
Paula Markovitch stammt selbst aus Argentinien und hat die Militärdiktatur als acht Jahre altes Kind selbst miterlebt. Sie erzählt in dem Film die Geschichte ihrer Eltern, ihr Vater wurde inhaftiert und gefoltert. Mit dem Drehbuch konnte sie sich keine Unterstützung des argentinischen Filminstituts sichern, so dass die Jahre in Anspruch nehmende Produktion durch das Instituto Mexicano de Cinematografía und das polnische Filminstitut unterstützt, sowie von Fares Ladjimi, Gosia Staron, Wojciech Staroń, Malgorzata Staron und Nicole Gerhards koproduziert wurde. Die fehlende Unterstützung durch die argentinische Filmförderung beruhte dabei nicht auf der Thematik, sondern laut Markovitch auf den hohen bürokratischen Hürden. Gedreht wurde El Premio an Schauplätzen in Argentinien, die Paula Markovitch aus ihrer eigenen Kindheit kannte. Viele der im Film verwandten Objekte stammten von Anwohnern des Dorfes, die alte Gegenstände vor Drehbeginn ans Set brachten und dazu Geschichten erzählten.
Markovitch erzählt die argentinische Militärdiktatur und deren Auswirkungen im Kleinen ohne die Grausamkeit des Regimes direkt in Bildern einzufangen. Statt Folterszenen wird die bedrohte kleine Welt einer Mutter und ihrer Tochter geschildert. Die Geschichte wird aus der Sicht des kleinen Mädchens Cecilia geschildert, der Zuschauer erfährt nicht mehr, als sie weiß und versteht. Das Verstehen setzt beim Zuschauer vor allem über die durch den Film getragenen Gefühle ein.

## Kritiken
Die Kritiken für El Premio fielen unterschiedlich aus. Elmar Krekeler, der den Film für die Berliner Morgenpost rezensierte, fand, dass es dem Film nach gutem Beginn an Geheimnissen mangele und er sich dadurch in die Länge ziehe. Zudem griffe Markovitch auf einen geringen Vorrat an Symbolen zurück. Im Gegensatz dazu nahm Hannah Pilarczyk, die El Premio für Spiegel Online gesehen hatte, zwar auch einen für manche Zuschauer vielleicht zu langen Atem in der Inszenierung Markovitchs wahr, empfand aber die Herausarbeitung der Präsenz der Militärdiktatur in dem Küstenort als herausragend. Sie hebt besonders die schauspielerische Leistung der Kinderdarsteller in diesem Film hervor.  Letzteres griff auch Carolin Ströbele in ihrer Rezension für Die Zeit auf. Über die Hauptdarstellerin Paula Galinelli Hertzog schrieb sie, diese spiele die Hauptrolle der Ceci „mit einer Intensität, die einem fast Angst einjagt. In einer Sekunde verkörpert sie das unbekümmerte Mädchen, das mit seinen roten Haaren und Sommersprossen an Pippi Langstrumpf erinnert. Im nächsten Moment lässt der Schrecken das Kind um Jahre altern.“ Ströbele hielt den Film für einen der Favoriten für den Goldenen Bären als bester Film.

## Auszeichnungen
Bei der 61. Berlinale im Februar 2011 erhielten der Kameramann Wojciech Staroń und die Szenenbildnerin Bárbara Enríquez für ihre Arbeiten den Silbernen Bären für die herausragende künstlerische Leistung. 2013 wurde El Premio mit dem Premio Ariel für den besten Film ausgezeichnet.